# Parafia św. Wojciecha w Przasnyszu
Parafia pw. św. Wojciecha w Przasnyszu – rzymskokatolicka parafia należąca do dekanatu przasnyskiego, diecezji płockiej, metropolii warszawskiej. Siedziba parafii mieści się przy ulicy św. Wojciecha 1b w Przasnyszu.

## Historia parafii
Parafię w Przasnyszu ufundował książę mazowiecki Janusz I pod koniec XIV w. W roku 1413 Przasnysz otrzymał prawa miejskie, dlatego należy sądzić, że już istniał kościół pod wezwaniem Wniebowzięcia Matki Boskiej, który w 1408 r. konsekrował sufragan płocki Marian. Świątynię tę zniszczył pożar w 1470 r.
Obecny murowany, gotycki, orientowany kościół zbudowany w latach 1474–1485 przez ówczesnego proboszcza przasnyskiego Michała Bończa Bonieckiego posiadał kaplice NMP, św. Bartłomieja, Cecylii i Barbary. Kilkakrotne pożary niszczyły farę przasnyską. Po pożarze w 1645 r., odbudowana przez ks. Balcera Nałęcza w 1657 r., konsekrowana w roku 1670, ponownie była zniszczona przez pożar w roku 1792. Generalny remont świątyni przeprowadzono w latach 1877–1878 i 1890 za czasów ks. Stanisława Czaplińskiego. Zlikwidowano wówczas osiem filarów, przebudowano skarbiec i zakrystię, symetryczne dwuprzęsłowe kaplice (jedna z nich to grobowa kaplica rodziny Kostków).

## Miejsca święte

### Kościół parafialny
Obecnie kościół wyposażony jest w murowany ołtarz główny z drewnianą neorokokową nastawą z obrazami MB Wniebowziętej, św. Wojciecha i Przemienienia Pańskiego, ołtarz soborowy oraz ołtarze boczne: MB Różańcowej, św. Rocha, pięciu ran Pana Jezusa, św. Stanisława Kostki – zbudowany staraniem ks. Edmunda Szewczaka z okazji uroczystości 400-lecia śmierci św. Stanisława. W kaplicy, która jest fundacją Kostków, spoczywają prochy rodziców i rodzeństwa świętego: Jana i Małgorzaty oraz ich dzieci Wojciecha i Pawła. Prochy te wydobył z podziemi kościoła ówczesny proboszcz ks. Józef Piekut. Na uwagę zasługuje neorokokowa ambona i chrzcielnica, barokowe obrazy, rokokowa monstrancja. W pobliżu kościoła znajduje się dzwonnica z XVI w. murowana z cegły z użyciem kamieni polnych. Dzięki trosce kolejnych duszpasterzy stan i wygląd świątyni jest bardzo dobry.

## Księgi parafialne
Księgi metrykalne są prowadzone dla;
- chrztów od 1818,
- ślubów od 1830,
- zgonów od 1834.

## Obszar parafii

### Miejscowości i ulice
W granicach parafii znajdują się miejscowości:

- Bartniki,
- Mchowo,
- Mchówko,
- Oględa,
- Wygoda,
- Zakocie,
- Patołęka

oraz ulice:

- ul. Akacjowa,
- Baranowska,
- Brzozowa,
- Bukowa,
- Ciechanowska,
- Dąbrowskiego,
- Dębowa,
- Jaśminowa,
- Joselewicza,
- Kacza,
- Kilińskiego,
- Klonowa,
- św. Stanisława Kostki,
- Kościelna,
- Królewiecka,
- Kwiatowa,
- Lipowa,
- 3 Maja,
- Makowska,
- Miodowa,
- Mostowa,
- Nowowarszawska,
- Obojskiego,
- Ogrodowa,
- Orlika,
- Osiedlowa,
- Ostrołęcka,
- Przechodnia,
- Pukiańca,
- Rolnicza,
- Rynek,
- Sadowa,
- Sienkiewicza,
- Skłodowskiej,
- Słowackiego,
- Sosnowa,
- Sportowa,
- Szkolna,
- Świerczewo,
- Świerkowa,
- Warszawska,
- Wrzosowa,
- św. Wojciecha,
- Żytnia

## Proboszczowie
- 1474–1485 Michał Bończa-Boniecki
- 1526–1550 Stanisław Boniecki
- 1550 Jan Zarukowski
- 1556 Krzysztof Leśnowolski
- 1578 Jan Biliński
- 1595 Walenty Młodzianowski
- 1607 Walenty Erasmusowicz
- 1615 Krzysztof Niscicki
- 1616–1640 Marcin Olsztyński
- 1644 Samuel Czosnowski
- 1644–1645 Wawrzyniec Napiórkowski
- 1645–1648 Balcer Nałęcz
- 1648–1666 Michał Kranicz
- 1666–1680 Paweł Kanigowski
- 1680–1718 Ignacy Bogatko
- 1718–1719 Dominik Wyrzynowski
- 1719–?? Balcer Jabłecki
- 1730–1735 Kazimierz Rokitnicki
- ??–1748 Krzysztof Zberski
- 1748–1782 Antoni Smosarski
- 1782–1799 Jan Długosz Poliwczyński
- 1799–1802 Maurycy Wojakowski (komendarz)
- 1801–1813 Franciszek Zaleski
- 1813–1839 Stanisław Smoliński
- 1839–1877 Grzegorz Budny
- 1877–1914 Stanisław Czapliński
- 1914–1946 Józef Piekut
- 1946–1948 Józef Jagodziński
- 1948–1959 Marian Okólski
- 1959–1966 Piotr Czajewicz
- 1966–1969 Edmund Szewczak
- 1969–1974 Czesław Przygódzki
- 1974–1980 Marian Kocięcki
- 1980–1997 Tadeusz Niestępski
- 1997–2012 Franciszek Różański
- od 2012 Andrzej Maciejewski